# 李淑英
李淑英（1913年—1999年1月6日），浙江镇海人，原中国轻工业工会主席。

## 生平
李淑英于1933年加入中国共产主义青年团，1937年加入中国共产党。她曾担任过共青团上海团外组织负责人、共青团上海临时工委负责人、中共上海地下党女工干事、上海职工教育委员会书记等职。1943年前往延安，进入中共中央党校党习。后在中央职工委员会工作。1948年当选中国第六次劳工大会代表，并任职于全国职工总会。同年主持接收了沈阳烟厂并任厂长。
中华人民共和国成立后，李淑英任职于全国总工会，曾担任过中国食品工会全国委员会副主任、副主席、分党组组长，中国轻工业工会副主席、主席、分党组组长、书记等职。此外，她还是第三届全国政协委员，第四、五届全国政协常委，第二、三届全国妇联执委。1982年后离休，1999年在北京逝世。

## 家庭
丈夫是刘宁一。